# Referendum w Luksemburgu w 2015 roku
Referendum konstytucyjne w Luksemburgu w 2015 roku odbyło się 7 czerwca. Dotyczyło poszerzenia praw wyborczych i ograniczenia możliwości pełnienia funkcji rządowych. Początkowo miało również dotyczyć rozdziału kościoła od państwa.

## Pytania referendalne

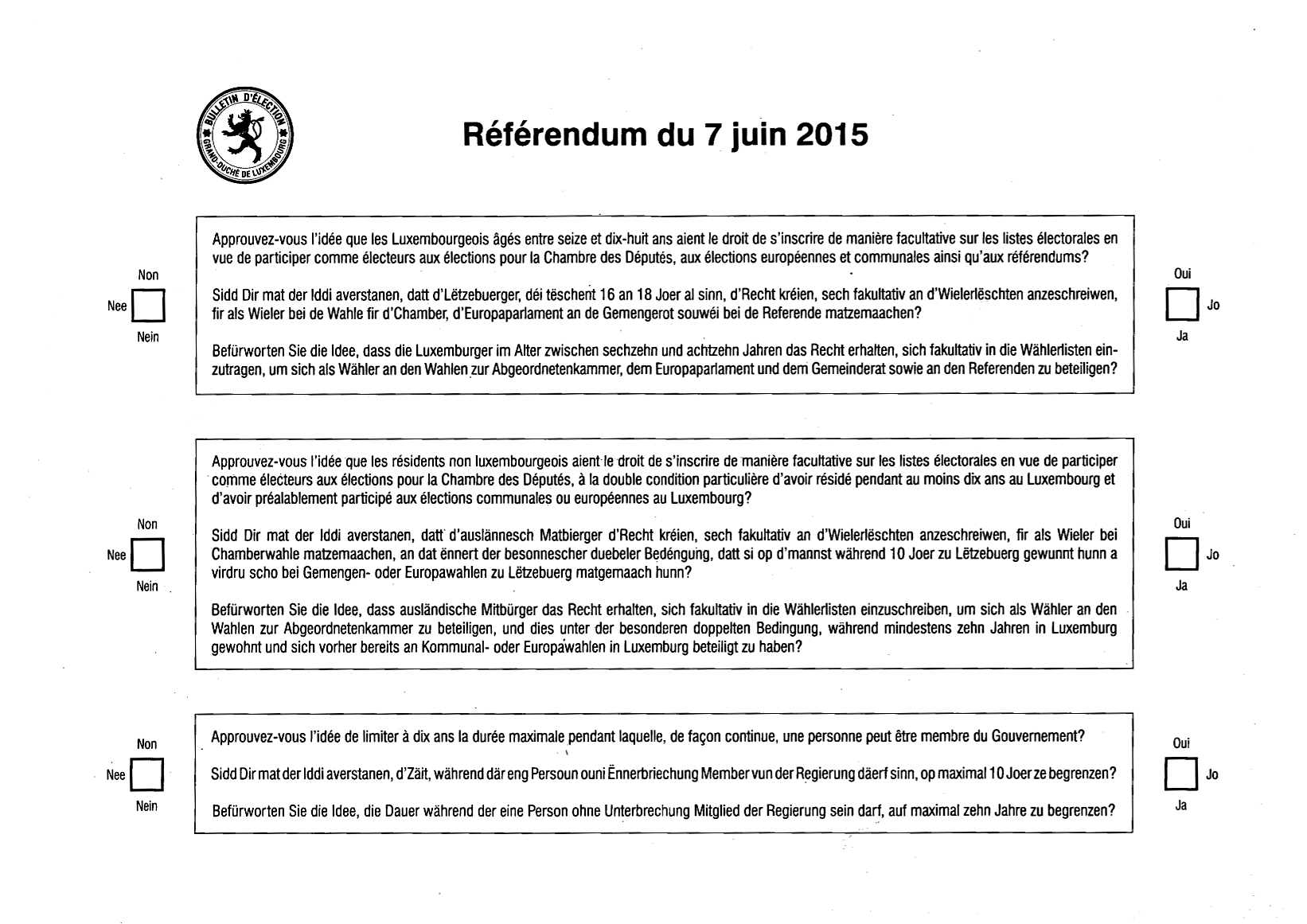
Karta do głosowania

Głosujący odpowiadali na trzy pytania, dotyczące:
1. przyznania praw wyborczych do Izby Deputowanych osobom między 16. a 18. rokiem życia;
2. przyznania praw wyborczych do Izby Deputowanych cudzoziemcom, pod warunkiem, że mieszkają w Luksemburgu co najmniej od dziesięciu lat i głosowali już wcześniej w wyborach samorządowych lub europejskich;
3. ograniczenia do maksymalnie dziesięciu lat czasu, przez jaki ta sama osoba może nieprzerwanie zasiadać w rządzie[1].

Początkowo w referendum miało być uwzględnione czwarte pytanie, dotyczące zniesienia obowiązku utrzymywania przez państwo duchownych i emerytowanych duchownych uznanych związków wyznaniowych. Zostało ono jednak wycofane

## Geneza i kontekst referendum

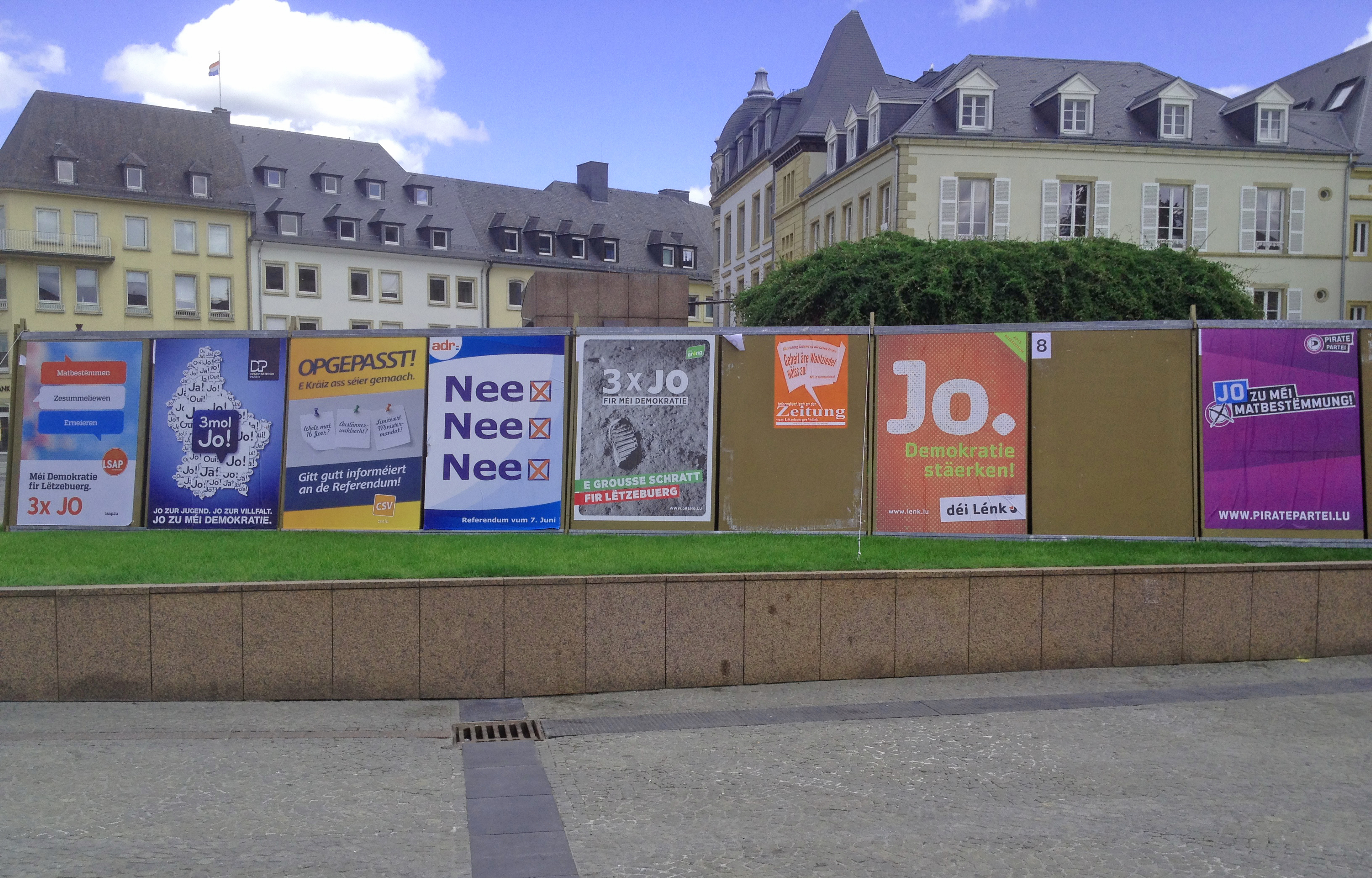
Kampania referendalna: plakaty na placu Knuedler w Luksemburgu

W grudniu 2013  między liberałami, socjalistami i zielonymi podpisano porozumienie koalicyjne, które stało się programem rządu Xaviera Bettela – pierwszego od wielu lat rządu Luksemburga bez udziału chadeków. Częścią porozumienia koalicyjnego była „modernizacja” ustroju Luksemburga. Zwłaszcza rozszerzenie praw wyborczych na cudzoziemców byłoby znaczącym krokiem, gdyż stanowią oni ok. 43% mieszkańców kraju.

## Wycofanie czwartego pytania
W Luksemburgu na utrzymaniu rządu pozostają duchowni uznawanych wyznań, takich jak katolicyzm, protestantyzm czy judaizm. Duchowni muzułmańscy nie byli utrzymywani przez państwo, mimo że islam jest drugą po katolicyzmie pod względem liczby wyznawców religią w kraju. Jeśli większość Luksemburczyków opowiedziałaby się za wprowadzeniem rozdziału kościoła od państwa, oznaczałoby to zmniejszenie liczby parafii rzymskokatolickich z 274 do 30. Okres przejściowy miał trwać osiem lat.
W styczniu 2015 w Izbie Deputowanych odbyła się debata nad wynegocjowanym przez rząd porozumieniem z uznanymi wyznaniami. Parlament przyjął poprawki do Konstytucji, zmieniając brzmienie artykułów 22 i 106, które regulowały relacje między państwem a kościołami, a także wprowadzając nowy artykuł 117, którego początek brzmi:

W kwestiach religijnych i ideologicznych Państwo kieruje się zasadą rozdziału oraz zasadami neutralności i bezstronności.

Przyjęta reforma stosunków między państwem a kościołami oznacza:
- utrzymanie wsparcia finansowego uznanych wyznań przez państwo, przy jednoczesnym zmniejszeniu wysokości wsparcia;
- wycofanie lekcji religii ze szkół;
- zaprzestanie finansowania remontów budynków kościelnych ze środków publicznych: jeśli kościół nie będzie w stanie sfinansować remontu, budynek będzie sekularyzowany i przekazywany na potrzeby gminy[4].

W związku z wynegocjowanym porozumieniem rząd wycofał czwarte pytanie referendalne.

## Wyniki
W głosowaniu wzięło udział 214 836 osób, oddano 211 011 głosów ważnych, 1 635 głosów nieważnych i 2 190 głosów pustych. Luksemburczycy odpowiedzieli negatywnie na wszystkie 3 pytania referendalne.
| Obniżenie wieku wyborczego do 16   | 40 183 | 19,13% | 169 818 | 80,87% |
| Prawo głosu dla cudzoziemców       | 46 031 | 21,98% | 163 362 | 78,02% |
| Ograniczenie liczby kadencji       | 62 835 | 30,07% | 146 096 | 69,93% |
| Źródło: Strony rządowe Luksemburga |        |        |         |        |